# Турне-сюр-Одон
Турне́-сюр-Одо́н (фр. Tournay-sur-Odon) — коммуна во Франции, находится в регионе Нижняя Нормандия. Департамент коммуны — Кальвадос. Входит в состав кантона Вилле-Бокаж. Округ коммуны — Кан.
Код INSEE коммуны — 14702.

## Население
Население коммуны на 2010 год составляло 365 человек.
| 1962 | 1968 | 1975 | 1982 | 1990 | 1999 | 2010 |
| ---- | ---- | ---- | ---- | ---- | ---- | ---- |
| 256  | 217  | 209  | 269  | 263  | 346  | 365  |

## Экономика
В 2010 году среди 239 человек трудоспособного возраста (15—64 лет) 176 были экономически активными, 63 — неактивными (показатель активности — 73,6 %, в 1999 году было 76,0 %). Из 176 активных жителей работали 161 человек (90 мужчин и 71 женщина), безработных было 15 (4 мужчины и 11 женщин). Среди 63 неактивных 20 человек были учениками или студентами, 29 — пенсионерами, 14 были неактивными по другим причинам.